# Глобін Микола Іванович
Микола Іванович Глобін (21 липня 1920 — 26 червня 1989) — полковник Радянської Армії, учасник Німецько-радянської війни, Герой Радянського Союзу (1945).

## Життєпис
Микола Глобін народився 21 липня 1920 на хуторі Овдянське (нині — Лебединський район Сумської області) в селянській родині. Рано залишився сиротою, переїхав на Донбас. Закінчив вісім класів школи. У 1938 році Глобин закінчив Єнакієвський металургійний технікум, в 1939 році — Херсонську авіаційну школу, після чого працював льотчиком-інструктором в Горлівському аероклубі. У 1940 році Глобин був призваний на службу в Робітничо-селянську Червону Армію. У 1941 році він закінчив Ворошиловградську військово-авіаційну школу пілотів. З листопада 1943 року — на фронтах Німецько-радянської війни. Брав участь у боях на 1-му і 4-му Українському фронтах. У 1944 році був поранений..
До кінця війни старший лейтенант Микола Глобін командував ланкою 525-го штурмового авіаполку 227-ї штурмової авіадивізії 8-го штурмового авіакорпусу 8-ї повітряної армії 4-го Українського фронту. За час своєї участі у війні він здійснив 100 бойових вильотів, виробляв штурмовку скупчень бойової техніки і живої сили противника, його аеродромів, залізничних ешелонів, опорних пунктів, завдавши йому великих втрат.
Указом Президії Верховної Ради СРСР від 29 червня 1945 року за «зразкове виконання бойових завдань командування на фронті боротьби з німецькими загарбниками і проявлені при цьому мужність і героїзм» старший лейтенант Микола Глобин був удостоєний високого звання Героя Радянського Союзу з врученням ордена Леніна за номером 32991 і медалі «Золота Зірка» за номером +4221..
Після закінчення війни Глобін продовжив службу в Радянській Армії. У 1949 році він заочно закінчив Чернівецький учительський інститут, в 1975 році — Дніпропетровський університет. У 1961 році в званні полковника Глобин був звільнений у запас. Проживав у Запоріжжі, працював начальником технічного навчання заводу імені 50-річчя СРСР. Помер 26 червня 1989 року, похований на Капустяному кладовищі Запоріжжя.

## Нагороди та відзнаки
- Три ордени Червоного Прапора,
- Орден Олександра Невського,
- Два ордени Вітчизняної війни 1-го ступеня,
- Три ордени Червоної Зірки